# Kirsty MacColl
Kirsty Anna MacColl, född 10 oktober 1959 i Croydon, London, död 18 december 2000 i Cozumel, Mexiko, var en brittisk sångerska och låtskrivare. Hon var gift med musikproducenten Steve Lillywhite.
Hennes cover på Billy Braggs låt "A New England" blev en stor hit 1985, liksom The Pogues singel "Fairytale of New York" från 1987, där hon sjunger duett med Shane MacGowan.

## Biografi

### Tidig karriär
Kirsty MacColl var dotter till dansaren Jean Newlove och folkmusikern Ewan MacColl, och växte upp med sin bror Hamish MacColl i Croydon där hon studerade på Park Hill Primary School.
Hon valde en annan karriär än sin far då hon debuterade i ett lokalt punkband som hette Drug Addix som bakgrundssångerska under pseudonymen Mandy Doubt. Skivbolaget Stiff Records var inte imponerade av bandet men gillade Kirsty och kontrakterade henne.

### Debutsingel
Hennes debutsingel "They Don't Know" släpptes 1979 på Stiff Records och blev en stor radiohit, men på grund av en distributörsstrejk så sålde skivan inte tillräckligt bra för att gå upp på listorna. Efter att andrasingeln "You Caught Me Out" drogs in innan release så ansåg MacColl att hon inte hade tillräckligt stöd från sitt skivbolag och bytte år 1981 till Polydor Records. Hon fick därefter en mindre hit då "There's a Guy Works Down the Chip Shop Swears He's Elvis" gick upp på Englandslistans 14:e plats. Låten kom från hennes kritikerrosade album Desperate Character.
Dock vägrade framgången infinna sig och 1983 avslutades kontraktet med Polydor, precis efter att hon hade färdigställt inspelningarna för det planerade andra albumet. Hon gick då tillbaka till sitt första skivbolag Stiff Records som släppte ett antal singlar, som "Terry" och "He's On the Beach", men de lyckades inte klättra på listorna. 1985 fick hon dock en 7:e plats med en cover av Billy Braggs låt "A New England", vilken utökats med två extraverser av Bragg speciellt för MacColl.
Båda MacColls första singlar "They Don't Know" och "You Caught Me Out" spelades senare in i coverversioner av Tracey Ullman som fick en stor hit med "They Don't Know" 1983. I promotionvideon medverkade Paul McCartney som skådespelare. Tracey Ullman gjorde också en cover på MacColls "Terry". Kirsty MacColl medverkar själv som bakgrundssångare på flera av Tracey Ullmans album. MacColl har både producerat och skrivit titellåten "You Broke My Heart In 17 Places" på Ullmans första LP och på uppföljaren You Caught Me Out har MacColl tillsammans med Gavin Povey producerat Ullmans version av MacColls låt "Terry".

### Åter på hitlistorna
När Stiff gick i konkurs 1986 kunde inte längre MacColl spela in några skivor då inget skivbolag köpte hennes kontrakt. Dock hade hon inte ont om arbete under denna tid då hon jobbade som studiosångerska på inspelningar som hennes man Steve Lillywhite producerade. Bland andra har hon körat för The Smiths, Talking Heads, Big Country, Anni-Frid Lyngstad, Robert Plant och The Wonder Stuff.
MacColl återkom till de brittiska hitlistorna i december 1987 då hon tillsammans med The Pogues gjorde "Fairytale of New York" som en duett med Shane MacGowan. Därefter åkte hon med The Pogues på Europaturné 1988, vilket enligt henne själv gjorde att hon blev kvitt sin scenskräck.

### Bortgång
MacColl omkom vid en dykolycka i Mexiko år 2000. Hon blev överkörd av en motorbåt i förbjuden zon, men räddade livet på den äldre av sina två söner. Båten tillhörde den mexikanske miljonären Carlos González Nova. En av Novas anställda tog på sig skulden och dömdes till fängelse för vållande av annans död, men kunde enligt mexikansk lag välja att betala av tiden med böter istället. Omständigheterna kring olyckan är inte helt klarlagda.
På Soho Square i London finns en parkbänk, med graverad platta:
Kirsty MacColl 1959–2000
One day I’ll be Waiting There
No Empty Bench in Soho Square.

## Diskografi
Album
- 1981 – Desperate Character
- 1989 – Kite
- 1991 – Electric Landlady
- 1994 – Titanic Days
- 1995 – Galore
- 2000 – Tropical Brainstorm

### Fotnoter
1. ↑  Mårten Barck (19 december 2000). ”Sångerskan Kirsty MacColl död” (på svenska). Aftonbladet. https://www.aftonbladet.se/nojesbladet/a/zLr3ar/sangerskan-kirsty-maccoll-dod. Läst 27 december 2018.
2. ↑  Maria G. Francke (20 december 2000). ”Kirsty MacColl död” (på svenska). Sydsvenskan. https://www.sydsvenskan.se/2000-12-20/kirsty-maccoll-dod. Läst 27 december 2018.